# Bukowie (gromada w powiecie opatowskim)
Bukowie (od 31 XII 1961 Chocimów) – dawna gromada, czyli najmniejsza jednostka podziału terytorialnego Polskiej Rzeczypospolitej Ludowej w latach 1954–1972.
Gromady, z gromadzkimi radami narodowymi (GRN) jako organami władzy najniższego stopnia na wsi, funkcjonowały od reformy reorganizującej administrację wiejską przeprowadzonej jesienią 1954 do momentu ich zniesienia z dniem 1 stycznia 1973, tym samym wypierając organizację gminną w latach 1954–1972.
Gromadę Bukowie z siedzibą GRN w Bukowiu utworzono – jako jedną z 8759 gromad na obszarze Polski – w powiecie opatowskim w woj. kieleckim, na mocy uchwały nr 13f/54 WRN w Kielcach z dnia 29 września 1954. W skład jednostki weszły: obszar dotychczasowej gromady: Prawęcin (bez wsi Doły Opacie) ze zniesionej gminy Kunów, obszar dotychczasowej gromady Bukowie, kolonia Małe Jodło z dotychczasowej gromady Kotarszyn oraz kolonia Nosów B („Działki”) z dotychczasowej gromady Nosów ze zniesionej gminy Waśniów w tymże powiecie. Dla gromady ustalono 16 członków gromadzkiej rady narodowej.
29 lutego 1956 z gromady Bukowie wyłączono osadę młyńską Doły Opacie włączając ją do gromady Nietulisko w tymże powiecie.
1 stycznia 1957 do gromady Bukowie przyłączono część kolonii Zagaje Boleszyńskie (gospodarstwa o numerach 19–28) z gromady Boleszyn w tymże powiecie.
Gromadę zniesiono 31 grudnia 1961 w związku z przeniesieniem siedziby GRN z Bukowia do Chocimowa i przemianowaniem jednostki na gromada Chocimów.